# 成田紬
成田紬（日语：成田つむぎ，1997年5月5日—），日本AV女優。所屬事務所是エスフラート。

## 簡歷
2020年10月以前地方廣播員的身分在AV界出道。

## 人物
興趣是看動畫、玩遊戲和打保齡球。同時也喜歡繪畫。
擅長跳舞，可以跳出許多知名團體如AKB48和乃木坂46的舞蹈。
喜歡的顏色是水藍色。
喜歡喝茶和紅茶。喜歡吃蝦、味噌湯、壽司和紅薑絲。
喜歡辛辣的食物。
討厭吃芥末、蜂蜜和咖啡。

## 外部連結
- 成田紬的X（前Twitter）（2020年9月14日 - ）